# ワルキューレの伝説
『ワルキューレの伝説』（ワルキューレのでんせつ）は、1989年4月に稼働したナムコのアーケード用アクションアドベンチャーゲーム、アクションRPG。
キャラクターデザインは冨士宏、音楽は川田宏行。『ワルキューレ』シリーズのひとつで、『ワルキューレの冒険 時の鍵伝説』（ファミリーコンピュータ用ソフト。1986年）の続編にあたる3年後の物語。ナムコのシステム基板「SYSTEM II」第5弾作品。
後に家庭用向け移植版が発売されており、PCエンジン、PlayStation（ナムコミュージアム）、Wii（バーチャルコンソールアーケード）、PlayStation 4、Nintendo Switch（アーケードアーカイブス）、携帯大手3社の3G携帯電話の携帯コンテンツに移植されている（過去に移植された遍歴の詳細については、#移植版を参照）。

## 概要
天上界の大女神に命を受けた女神「ワルキューレ」（1P側のキャラクター）と仲間「サンドラ」（2P側のキャラクター）を操作し、8つの舞台（8ラウンド）を攻略しながら悪の化身「カムーズ」を倒すことが目的。ストーリー上の最終目標はカムーズが奪った「黄金の種」を取り戻し地上に再び平和をもたらすことである。
ナムコによるワルキューレシリーズの初作であるワルキューレの冒険 時の鍵伝説（ファミリーコンピュータ）がハード的な制約で世界観を十分に表現することができず、ハード的制約が低いアーケードでワルキューレシリーズの続編を作ってみようという所から開発がスタートした。プラットフォームが前作のファミリーコンピュータから、当時としては格段にスペックが上位のアーケード向け基板用「SYSTEM II」のソフトとなったことで、より美しいグラフィックと拡大縮小機能を駆使したダイナミックな映像とキャラクターのアクション、そしてクオリティの高い音源を用いたゲーム音楽がプレイヤーに好評を博した。ゲーム誌『ゲーメスト』の企画「第3回ゲーメスト大賞」（1989年度）にて大賞2位、ベストアクション賞3位、ベスト演出賞2位、ベストグラフィック賞8位、ベストVGM賞1位を獲得した他、1991年に刊行されたゲーメストムック『ザ・ベストゲーム』において、それまでの全アーケードゲーム作品を対象とした読者投票で第1位を獲得している（すべてアーケード版に対してのもの）。
このほかゲーム映像に直接反映されているわけではないが、キービジュアルに用いられたイメージイラストに近づいたワルキューレの人気もあり、ゲームキャラクターのメディアミックスがまだ少なかった時代では珍しく、これらのイラストをもちいたイベント用のグッズも多数製作された。
開発時には4人同時プレイ案もあり、正式版ではNPCである「ズール」や「コアクマン」もプレイアブルキャラクターの候補でもあった。1Pではワルキューレ、2Pではサンドラを操作する。キャラクター特性は基本的に一緒だがサンドラの方が攻撃の打点が高いため、ワルキューレではジャンプしなければ当たらない敵もサンドラはジャンプなしで当てることができる（逆に攻撃レンジはサンドラよりワルキューレの方が長い）など攻撃性能に若干の差がある。

## 旧バージョンと新バージョン
現在市場に流通している『ワルキューレの伝説』の基板はOLDバージョンとNEWバージョンと呼ばれている2種類のバージョンが存在する。OLDバージョンでは一部音声の不具合（本来なるはずのSEが鳴らない、一部BGMの音声バランスが不自然）があり、NEWバージョンはその不具合が存在しない。これはナムコのSYSTEM IIメインボードの設計仕様が途中で変更（初期型→二代目へ変更）になったためであり、『ワルキューレの伝説』のROMが二代目SYSTEM IIメインボードを基準に設計されたからである。
つまり、初期型のSYSTEM IIメインボードにROMを載せた仕様→OLDバージョン、二代目の初期型のSYSTEM IIメインボードにROMを載せた仕様→NEWバージョンという形になる。
この問題は初期型SYSTEM IIメインボードのソケットの設計上の問題から来るもので、音声の不具合に対する問題は初期型のSYSTEM IIメインボード用に当時ナムコからリリースされた初期型→二代目仕様へのナムコ純正改造キットである「システムII改造キット」を適応してもこの問題は変わらない。
ただ、上記の音声の一部不具合以外にはゲームシステム的には全く問題がなかったので初期型のSYSTEM IIメインボード仕様のものも普通に稼働、流通していることから今日までOLDバージョンとNEWバージョンとして認識されている。音声の不具合以外に指摘されているゲーム動作の不安定性（もともとこのゲームは動作が一部不安定で特定の箇所でプレイ中にリセットしてしまうバグが比較的起きやすい）も両バージョン共に変わらない。
OLDバージョン基板でも基板へ改造を施しOLDバージョンに存在した音声の不具合を解消し「NEWバージョン化」に成功したユーザーも存在する。

## ゲーム内容

### システム
トップビュー視点のアクションアドベンチャー。剣による直接攻撃と、魔法の素（以下、MPと表記）消費による魔法攻撃を使いステージを進む。2人同時プレイも可能。アーケードゲームとしては難度はそれほど高くなく、典型的な「覚えてしまえば進める」ゲームである（通常設定の場合）。ただしジャンプにやや癖があり、ジャンプ中でもレバー入力によって方向を変えたり着地点を変化できる特性がある。ゲーム後半になるほど斜め方向へのジャンプが必須な個所、足元の悪い場所からのジャンプ、着地点が狭い場所や可動している着地点へのジャンプを強いられる場面など、ジャンプ動作自体の難易度が向上していくので前述のジャンプの癖を理解すること＆ジャンプ精度の高さと操作の安定性が本ゲーム攻略の鍵となる。
プレイヤーには残機の概念がなく、ハートの数で表現されたHPが尽きるとゲームオーバーになる。HPは敵との接触や敵からの攻撃を浴びると0.5 - 2つ分（ラウンド8のみに出る大きい敵の爆弾に当たると2つ減る）、HP表示の横にある砂時計の砂が落ちきる（標準設定で6分）度にもハート1つ分が減少し、事実上の制限時間の役割も兼ねている。プレイヤーが崖などから転落や水没した場合は、HPがハート0.5分減少したのち所定の地点からの再開となる。

### アイテム
アイテムは一度に6個まで所持可能であり、ラウンド各所のイベントや宝箱から入手するか、ラウンド内のどこかにいる行商人の「ズール」からゴールドと引き換えに購入する。
アイテムは一部を除き消耗制で、武器アイテムは古く入手したものから自動的に装備され、温存や装備順の変更はできない。
とくに、ハートの器と魔法の本および永遠の剣は体力or魔力ステータスを強化および弾切れの無い攻撃ができる反面、アイテム欄から消えることなくこれを塞いでしまうため大量に持つほど武器アイテムを持てる数が減る。そのため、これらを所持できる数は合計5個までとなっている。また、アイテム枠が6つ埋まっていると、店で売られているアイテムの購入はその場で使用されストックされないはずの回復アイテムを含め購入自体ができなくなる（正確には購入動作自体はできるが無効となる）。道中に設置されている宝箱のアイテムも前述同様に入手できない（入手動作自体はできるが拾ったアイテムは無効となり消滅する）。

#### 武器および武器アイテム
ゲームスタート時、ワルキューレは2連射の弾速の遅い直進する光弾、サンドラは2連射の放物線を描き着弾する丸弾で攻撃する。どちらも射程距離が短めであるが、ワルキューレの光弾が一定射程進行後消失するのに対し、サンドラの武器は着弾時まで攻撃判定がある。イベントで取得する永遠の剣を持たない場合、武器アイテムを使い果たすとこの武器に戻ることになる。また、ショット以外にワルキューレは剣、サンドラは三叉槍で前方を攻撃することができ、攻撃力判定と合わせ一定の物理武器を払い落とすことも可能。ワルキューレの剣は攻撃範囲に優れ、サンドラの槍はワルキューレより範囲は狭いものの攻撃力が高い。ボス戦では接近戦でショットを連射しつつ同時に武器を当てることで大ダメージを与えることができる。武器アイテムは光の剣・永遠の剣以外は宝箱から取得するかズールから購入するかで使用可能。
光の剣（アイテム表示無し）
イベントで取得可能。連射数が増え射程が延長となり判定が大きくなった球形の強化ショットを撃つ。弾数は160発。
永遠の剣（アイテム表示あり）
光の剣の強化版。基本ショット自体が球形の強化ショットに変化（サンドラも同様）。イベントで取得可能でアイテム欄に表示される永続装備だが他の武器アイテムを所持している間はそちらが優先される。
盾（ワイドビーム）
三日月型の幅広い当たり判定を持つショットを撃つ。弾数は160発。
三叉槍（3方向放射ショット）
前方3方向へ放射線状に球形の強化ショットを撃つ。ショットは各方向への当たり判定が個別にあるため対ボス接近戦で非常に有利。弾数は160発（稀に256発仕様になる）。
羽（4方向十字ショット）
前後左右の十字4方向へ球形の強化ショットを撃つ。静止してる状態では画面端まで到達するが移動しながら撃つと射程が短くなる。弾数は160発。
銛（貫通弾）
ドリル型の弾を撃つ。貫通属性があるため射線上の雑魚敵を一度に攻撃できる。連射可能ではあるがボスにもショットが貫通し画面上のショットが消失するまで次が撃てないため対ボス用武器としては不向き。弾数は128発。
大剣（誘導弾）
敵を追尾する大きめの光弾を撃つ。追尾スピードはゆっくりだが連射数が多く追尾時間も長めのため弾幕を張れる。弾数は160発。
爆弾
爆弾を投げ攻撃する。射程・弾速で他の武器に劣るが他の武器と違い唯一バウンド属性を持ち、ジャンプとレバー入力により弾速と飛距離を伸ばすことができる。さらに着弾時の爆風で追加ダメージと合わせ広範囲を攻撃でき、威力も高い。弾数は64発。

#### その他
回復剤
HPがハート1つ分回復する。デザイン違いとして、道中で宝箱から入手できる三角フラスコに入っている黄色い液状のタイプと、店売りで購入できる薬草の形となったものの2種類が存在する。
魔法の素
MPが回復する。サイズが2種類あり、小サイズ（宝箱や緑トレントなどの敵、クリスタルの木から出るもの）で0 - 1つ分、大サイズ（宝箱やズールから購入するもの）で0 - 3つ分MPが回復する。宝箱から取得できる魔法の素は回復量がランダムで、取っても全く回復しない「ハズレ」も存在する。
不思議なドレス
購入時点でワルキューレ、サンドラ個々の色が赤とピンク主体に変化するが、魔法を使用をしたりダメージを受けると元に戻る。1/2の確率でHPとMPが同時に1つ分回復する。
ハートの器
HPの最大値が1つ分増加、同時に1つ分回復する。永続装備。
魔法の本
MPの最大値が1つ分増加、同時に1つ分回復する。永続装備。
砂時計
画面上の砂時計が示す制限時間を回復（30秒）する。
ランダの手紙
カメレオンの術の習得に必要となる。

### 魔法
魔法の使用には攻撃ボタンを押し続けて魔法選択状態に入り、頭上に表示されるアイコンを選択してからボタンを離す。空白を選択すると、魔法を使わず選択状態だけを解除する。
選択中はその場から動けないが、この間は無敵状態でもあるので回避動作に利用できる。しかし選択状態のまま一定時間が過ぎると魔力を半ゲージ消費してしまう。
以下、各魔法使用時のMP消費量は括弧内に記す。
分身の術（1/2）
小さな分身が一定時間現れ、使用者の動作に連動して攻撃を行う。重ねがけやBIGの術との併用も可能。時間切れが無い限り最大6人まで分身を増殖できる。
サイクロンの術（1/2）
高熱の渦を巻き起こし、画面全体を攻撃する。ただし、雲には当たらない。
BIGの術（2）
一定時間、使用者が巨大化する。ジャンプから着地の際に起こる地響きで画面全体を攻撃できる。地響き中は空中にも攻撃判定があるため後半出現する雲にダメージを唯一与えることができる。なお、巨大化した状態で分身の術を使うと、分身が通常のプレイヤーの大きさになる。巨大化中でも普通にダメージを受け、この状態で死ぬと墓も巨大になる。
竜巻の術（2）
使用者が一定時間回転し、体当たりで攻撃できる。ただし、効果中は思うように操作ができず、ジャンプと通常攻撃が封じられる。また、使用中は空中を浮かんではいるが水上や空中への移動不可であり、自分が立てる陸地の端で折り返す挙動となる。
カメレオンの術（1）
画面内の敵全てをゴブリンかタロスに変える。ただし、一部の強化された敵キャラクターとボスキャラクターには無効。
空飛ぶ術（2）
一定時間（約5秒）、空中を浮遊できる。浮遊時はジャンプボタンの連打で浮遊高度の調整が可能（ただし、浮遊高度は限度あり）。魔法取得後一度しか使用できない上、浮遊中に敵とぶつかるとその時点で墜落し失効する。

## 設定

### ストーリー
人々に豊かな恵みをもたらしていた黄金の種が悪の化身カムーズに奪われ、人々は飢えと絶望に苦しめられていた。人々の嘆きの声を聞き届けた天上界の大女神は、英雄ワルキューレとその相棒サンドラにカムーズ討伐の命を下す。黄金の種を取り戻し再び世界に平和をもたらすため、ワルキューレとサンドラは地上へと降り立つのだった。

### エンディング
画面上に「おしまい」と表示される場面では、ゲームクリア時に満たした条件に応じて特定のキャラクターが現れる。光の精霊と大女神を除き、条件は1Pと2Pの合計でも満たせる。
風の精霊
スコア32万点以上。
光の精霊
所持金額7000G以上。
地の精霊
HP残量がハート4つ以上。
水の精霊
道中で取得できる魔法6種類のうち5種類以上を習得。
大女神
1P、2Pの両方が生存（=1人プレイでの全クリアでは出現しない）。2Pの途中参加でも可。
※各精霊は一体に付きゲームクリア時に10万点の得点ボーナスが加算される。4体全て出現で+40万点（大女神は得点加算なし）。

## キャラクター

### 敵キャラクター
以下、キャラクターごとに複数の色の種類があるものは括弧内に記す。
ゴブリン（緑、紫、灰）
土中から現れる敵。主に槍を投げて攻撃してくるが、灰色は上半身のみを土中から出して槍や爆弾を投げる。終盤には大型の個体（紫、灰）も現れ地上を歩きながら爆弾を投げてくる。大型の個体は投げてくる爆弾も大型化し爆弾の爆風も大型化する。
タッタ（赤、青）
毛皮をまとい、ブーメランを投げる敵。青い個体は終盤に巨大な姿で現れるほか、難易度を「HARD」か「VERY HARD」に設定していると通常の大きさでも登場する。
フライドリル（茶、黒）
翼の生えたマンドリルのような敵。主に編隊を組んで飛行しており、黒の個体は爆弾も投げる。
カマエルマン
カメレオンのような敵。不意に水中から飛び出し、舌を伸ばしてくる。
ソーチキス
鰐の怪物。プレイヤーが沼に落ちると、素早く接近してくる。
デーモン（赤、青）
分身してプレイヤーを取り囲み、小ジャンプを繰り返しながら火の玉を吐く。本体を倒せば分身も消える。終盤には巨大な個体（青）も現れるほか、難易度を「HARD」か「VERY HARD」に設定しているとこれが火の玉も吐く。
トレント（黒、緑）
木の怪物。動きは鈍く、特に緑は倒すと魔法の素を出す。
コトレント
小さなトレント。ボストレントが召喚する。
ブラック・ドラゴン
ブラックの名に反して、赤い竜。空中を飛び回りながら炎を吐く。
ホノーリアン（赤、青）
炎の怪物。空中を不規則に漂っているが、不意にプレイヤーの方へ向かってくる。終盤には巨大な個体（赤）も現れるほか、プレイヤーの攻撃を受けるとこれが通常の大きさのホノーリアン2体に分裂する。
カオック（赤、青）
鬼の面のような敵。空中の一点に停止しており、プレイヤーが近づくと突進してくる。終盤には巨大な個体（青）も現れる。
ダダッタ
鎧で武装した敵。鎖つきの鉄弾を投げつける。
タロス（白、赤）
牛の怪物。プレイヤーの攻撃を受けると仰向けに転倒し、仰向けになったまま滑っていくものはその時点で無力化するが、その場で回転した場合、再度プレイヤーに向かってくる。
ロボティアン（銀、金）
ゆっくりと歩きながらレーザーを撃つロボット。プレイヤーが普通に攻撃すると頭から下が崩れ、頭だけがその場で宙に浮いたまま攻撃を続行する。ジャンプ攻撃で先に頭を壊すと、一度に全身を崩せるが得点も低くなる。
ミニツイン
ラウンド1のボス・ツインギラスを小型化したもの。ラウンド7道中に出現し、ツインギラス同様頭突き弾と雷で攻撃してくる。
シーザス
鋏のような頭を持つ巨大な怪物。『ワルキューレの冒険』では地上に立っていたが、本作品ではアリジゴクのようにすり鉢状の砂の中から頭だけを出しており、その場で大量の弾をばらまく。
マグマハンド
手の怪物。マグマの中から列をなして飛び出す。
トンガリ
突起のついた金属塊。氷上を高速で往復している。
ミミズ
地中から大量に現れる。これの出現地帯に足を踏み入れると、一定時間出られなくなる。
くも
小さな雷雲。プレイヤーの頭上近くにまとわりつき、雷を落とす。爆弾かBIGの術以外の攻撃が効かない難敵。
アイスブロック
氷の塊。氷上を高速で滑ってくる。
丸太 / 岩
道中にて転がってくる障害物。破壊は可能ではあるが、プレイヤーが接触すると押し潰される。岩は大きな個体もある。
炎丸太
火に包まれながら転がる丸太。接触すると黒焦げになる。
石像
その場から動かず、火の玉を連射する。
食虫植物
その場から動かず、花を連続で飛ばす。倒すと魔法の素を出す。
門番
ラウンド4の途中に現れ、3拓問題のクイズを出題する。これに正解するとプレイヤーのMPが1つ分回復するが、不正解ならHP、MPを1つ分ずつ奪われる。

### ボスキャラクター
ツインギラス
ROUND1 サンドランド
双頭の巨大な怪物。向かって右の顔からは雷、左の顔からは頭突きを放つ。
ボストレント
ROUND2 炎の大地
トレントの親玉。3か所に1体ずつが登場し、1体のみを選んで倒すことになる。それぞれ倒した後で落とすものが異なる。
マグマドクサス
ROUND3 マグマの洞窟
蠍の怪物・ドクサスの巨大化した個体。頭と両腕以外が炎に包まれており、両方のハサミから弾をばらまく。
エレキマン王
ROUND4 黄金の城跡
黄金の城跡で待ち受ける存在。市松模様の床にある2色のタイルのうち一方の色へ電撃を流したり、杖から放つ雷などで攻撃してくる。
アイスブロッカー
ROUND5 さいはての村
積み上げられたアイスブロックの塊。最下段から次々とアイスブロックを飛ばす。
スノーバード
ROUND6 氷の洞窟
巨大な青い怪鳥。大量の弾をばらまいて攻撃してくるが、弾を破壊すると魔法の素に変わる。常に高度をとっているため、魔法以外では近くの足場の上かジャンプ中からの攻撃しか当たらない。
スフィンモス
ROUND7 北の大地
オーロラのカーテンの前に待つ巨象。直接これと戦うことはないが、巨大化した多数の敵と戦う「体力の試練」か、制限時間内に12面パズルの絵を組み上げる枚数を稼ぐ「知力の試練」の選択を迫られる。前者をクリアすれば最大HPがハート2つ分、後者なら最大MPが最高2つ分増加し、同時に増加した分だけ回復する。
なお、試練の選択に対して「何もしない」と答えると、ラウンド7のスタート地点へ戻される。
カムーズ
ROUND8 地球内部
本作品の最終ボスである、4本の腕を持つ魔神。弾を連射しながら絶えずプレイヤーを追い回すほか、耐久力が減ると段階的にその顔も変わっていく。

## 移植版
※ 社名「バンナム」は、ナムコの社名が後に「バンダイナムコゲームス」（現・バンダイナムコエンターテインメント）に変わったことにより略記したもの。
| No. | タイトル                                      | 発売日                             | 対応機種                                                    | 開発元            | 発売元             | メディア                                        | 型式                             | 備考 |
| --- | --------------------------------------------- | ---------------------------------- | ----------------------------------------------------------- | ----------------- | ------------------ | ----------------------------------------------- | -------------------------------- | --- |
| 1   | ワルキューレの伝説                            | 1990年8月9日                       | PCエンジン                                                  | トーセ            | ナムコ             | 4メガビットHuCARD                               | NC90006                          | |
| 2   | ナムコミュージアム VOL.5                      | 1997年2月28日 1997年11月 1998年2月 | PlayStation                                                 | トーセ            | ナムコ             | CD-ROM                                          | SLPS-00705 SLUS-00417 SCES-00702 | アーケード版の移植 『メトロクロス』、『バラデューク』、『ドラゴンスピリット』、『パックマニア』と同時収録 NEWバージョン |
| 3   | ナムコ・コレクションVol.1                     | 1999年4月2日                       | Windows 95/98                                               | ナムコ            | ナムコ             | CD-ROM                                          | -                                | アーケード版の移植。『ファイナルラップ』、『スカイキッドDX』と同時収録 NEWバージョン                                    |
| 4   | Super1500 ワルキューレの伝説                  | 1999年6月11日                      | Windows 95/98                                               | ナムコ            | メディアカイト     | CD-ROM                                          | MKW-018                          | ナムコ・コレクションVol.1の単品販売版                                                                                   |
| 5   | ナムコミュージアム VOL.5 PlayStation the Best | 1999年10月28日                     | PlayStation                                                 | トーセ            | ナムコ             | CD-ROM                                          | SLPS-91162                       | 1997年2月発売版の廉価版                                                                                                 |
| 6   | ワルキューレの伝説                            | 2005年7月1日                       | iアプリ                                                     | ナムコ            | ナムコ             | ダウンロード （アプリキャロットナムコ）         |                                  | 配信終了 |
| 7   | ワルキューレの伝説                            | 2006年8月31日                      | BREW対応機種 （EZアプリ）                                   | ウインドリーム    | バンナム           | ダウンロード （ナムコEZゲームス）               | -                                | 配信終了 |
| 8   | ワルキューレの伝説                            | 2008年4月1日                       | Wii                                                         | バンナム          | バンナム           | ダウンロード （バーチャルコンソール）           | -                                | PCエンジン版の移植 2019年1月31日配信・販売終了                                                                          |
| 9   | ワルキューレの伝説                            | 2008年7月16日                      | S!アプリ                                                    | バンナム          | バンナム           | ダウンロード                                    | -                                | 配信終了 |
| 10  | ワルキューレの伝説                            | 2009年12月8日                      | Wii                                                         | バンナム          | バンナム           | ダウンロード （バーチャルコンソールアーケード） | -                                | アーケード版の移植 2019年1月31日配信・販売終了 NEWバージョン                                                            |
| 11  | ナムコミュージアムVOL.5                       | 2013年12月18日                     | PlayStation 3 PlayStation Portable (PlayStation Network)    | バンナム          | バンナム           | ダウンロード （ゲームアーカイブス）             | -                                | PS1版のアーカイブ版 |
| 11  | ワルキューレの伝説                            | 2020年3月19日                      | PCエンジン mini TurboGrafx-16 mini PC Engine CoreGrafx mini | M2 ※ 移植開発担当 | KDE ※ 本体の発売元 | プリインストール                                | -                                | PCエンジン版を収録 |
| 12  | ワルキューレの伝説                            | 2022年4月14日                      | PlayStation 4 Nintendo Switch                               | ナムコ            | ハムスター         | ダウンロード （アーケードアーカイブス）         |                                  | アーケード版の移植 NEWバージョン                                                                                        |

### 主な移植版の詳説
PCエンジン版
初の家庭用ゲーム機移植版。移植に際し元のAC基板とのハードスペックとROM容量との差から大幅な変更が施されたアレンジ移植となっている（主なものは下記参照）。PCエンジンはハード側で拡大縮小回転機能を持たないが、ゲーム中は各所でソフトウェアによる拡大縮小の演出が取り入れられていた。
- 2人同時プレイから1人プレイ専用のゲームになった。このため、2P側の使用キャラクターであったサンドラはゲーム中に各所でNPCとして登場する。これにより道中の展開が若干異なる。
- 制限時間の概念が無くなった。
- パスワードによるコンティニュー制の導入。
- スコア（PCエンジン版ではEXP）、ゴールド、アイテムのストック、残機数の表示がプレイ画面からポーズ画面に移動、ライフと魔法の表示位置は画面左上にまとめられた。
- ラウンド5（さいはての村）とラウンド6（氷の洞窟）の入れ替えで順序が逆になっている。また、ラウンド7（北の大地）はラウンド6に統合された。
- 分身の術の効果が、AC版はサイズの小さい自分の分身を呼び出し一緒に攻撃させる魔法だったが、PCエンジン版では2人に分身して巨大な光弾を同時に前方に放つ攻撃魔法に変更された。
- ライフや魔力の上限増加が、アーケード版はアイテム購入で上げるのに対し、PCエンジン版ではステージ進行とともに自動的に増える仕様になった。
- AC版で登場しないオリジナルのライバルキャラクター「ブラックワルキューレ」が本作で初登場。
- エンディングのスタッフクレジットが無くなった。

PlayStation版
縦画面構成を含めて概ね完全移植した版と、縦置きが難しい家庭用のテレビでもプレイしやすいように画面構成を再配置した版を同時収録（プレイ前にオプションで変更できる）。「ミュージアム」というコンセプトに従い、バーチャル館内にある本作のコーナーでは、アーケード版の筐体に添付するためのマニュアル・ポスターなどの画像が閲覧できる。2013年にPlayStation 3およびPlayStation 4で配信されている。
PlayStation 2の倍速読み込みモードでプレイするとゲーム中のBGMも倍速再生になるバグがある。
一部の敵の挙動がAC版と違う、一部ボスキャラクターの対魔法耐久性向上の修正、道中の体力の回復値が違うなどAC版に独自の修正が入っている。
BGMがAC版のようなエンドレスループ方式ではなくどの曲も時間が経つと一旦フェードアウトして再び冒頭から流れだす方式。また効果音もAC版と若干の差異がある。
Windows版
AC版の移植。PCへのスペック要求が高く、推奨動作環境（MMXPentium233hz以上、メモリ64MB以上）でも動作がややカクつくことがある。
BGMがAC版のようなエンドレスループ方式ではなくどの曲も1分弱で一旦フェードアウトして再び冒頭流れだす方式。また、BGMの切り替え時に無音時間が発生する。
インストーラーがWindows 98でしか動かないのでWindows 7以降ではインストール不可。
Wii（バーチャルコンソール）版（※サービス終了につき現在はダウンロード不可）
PCエンジン版とAC版の両方が忠実移植。AC版バーチャルコンソールではオリジナル同様にゲーム中に特定の箇所でのリセットが度々発生する。
PlayStation 4，Nintendo Switch（アーケードアーカイブス）版
オリジナルモード(任意の場所でのセーブ＆ロード機能使用可能）、ハイスコアモード（プレイ設定固定。一時停止、途中セーブ＆ロード不可の通しプレイのみ）、キャラバンモード（プレイ時間5分間のスコアアタック）の3つのモードを搭載。「こだわり設定」でゲームスピードの調整、キャラクターの影の濃さを原作に近づけるか否かの設定が可能。オリジナルモードでは難易度、砂時計の時間調整、初期ハート数の変更が可能、また縦画面のプレイも可能。

1面最終盤の時計台の内部（対ツインギラスの場面）の床に描かれていた六芒星模様がアーケードアーカイブス版では消去されている。

## 音楽
- 作曲は川田宏行（ひろべ〜）。前作であるワルキューレの冒険に引き続きの起用となり、同作品内のテーマをアレンジした曲もある。
- サウンドトラック「ナムコ・ゲームサウンド・エクスプレス」シリーズの第1弾として1989年9月21日にリリースされ、オリコン最高位47位とヒットを記録した。
- 本作のBGMは第3回ゲーメスト大賞でもベストVGM賞を受賞している（249点、同部門歴代3位の得票）[13]。
- オーケストラ組曲「交響詩ワルキューレ・ストーリー」が1993年にリリースされた。本作の楽曲のモチーフと、オリジナルストーリーに基づいて全5幕からなる交響詩として再構成したもので、初回盤にはオリジナルストーリーを掲載した小冊子が付属した。編曲はバイオリニストの千住明、演奏はスロバキア・フィルハーモニー管弦楽団が担当した。

## スタッフ
- プログラマー：WAN WAN、ぐりずりぃ やまだ
- ディレクター：もっとでたかった コアクマン（大川さゆり）
- サウンドコンポーザー：ひろべー（川田宏行）
- サウンドアシスト：アストロン石井
- グラフィック：みいしま よっちゃん、カータン さかきばら、とばし
- キャラクター・デザイン：マウント ズルコビッチ（冨士宏）
- ロゴデザイン：SPANKY USUKURA（うすくらあきら）
- スペシャル・サンクス：NAM NAM、ねこまねき ちーこ、アバさま
- チーフディレクター：WAN WAN（岡本進一郎）

## 評価
アーケード版
ゲーム雑誌『ゲーメスト』の企画「第3回ゲーメスト大賞」（1989年度）で、読者投票により大賞2位を獲得している 。その他に、ベストアクション賞で3位、ベスト演出賞で2位、ベストグラフィック賞で8位、ベストVGM賞で1位、プレイヤー人気で7位、年間ヒットゲームで11位、ベストキャラクター賞では本作の主人公ワルキューレが1位、サンドラが4位、コアクマンが10位を獲得している。
ゲーメストムック『ザ・ベストゲーム』（1991年）において、『ゲーメスト』読者による全アーケードゲームを対象とした人気投票で第1位を獲得、同誌では「ファミコンRPGの業務用超グレードアップ版といえるこのゲーム、グラフィックとサウンドの質の高さには驚かされる」、「システムII基板の強力な機能を駆使したグラフィック、そして心にこやかに語りかけてくるストーリー性と、どんな言葉よりも説得力を持つ素晴らしい音楽。コンピュータとのかけ引きやするどい反射神経の要求されることが多いアーケードゲームにおいて、『ワルキューレの伝説』はプレイヤーの“情緒”に強く訴えかけ、その心に深い印象を残したのである」と、グラフィックやサウンド面だけでなく、ストーリー展開や演出面に関して絶賛した。
ゲーメストムック『ザ・ベストゲーム2』（1998年）では『名作・秀作・天才的タイトル』と認定された「ザ・ベストゲーム」に選定され、「当時のナムコは『キャラクター作り』においてプレイヤーから高い評価を受けていたが、その中でも『ワルキューレの伝説』のキャラクター表現力は頂点に達していたといっても過言ではない」、「システム2基板の能力をフルに発揮した、グラフィック、サウンド、ストーリー性も見事に表現して、プレイヤーの心に深い印象を与えた」、「隠し部屋や隠しアイテムなどの要素も多くとりいれられ、キャラクター以外の所も力が入っているのが感じられた」とキャラクター造形、グラフィック、サウンド、ストーリー展開に関して絶賛し、肯定的な評価を下している。
PCエンジン版
発売時のゲーム誌での評価は以下の通りだが、『ファミコン通信』の「クロスレビュー」では合計27点（満40点）だったのに対し、『マル勝PCエンジン』1990年9月号での「新作ソフトお毒味チャート」のレビューにおいては、PCエンジン版の点数は10・8・10・9の合計37点（満40点）と非常に高評価と対照的であった。特に当時現役でプロゲームデザイナー・プログラマーであり、マル勝PCエンジン誌上でレビュアーを担当していた岩崎啓眞は10点満点をつけており、「究極・至高の移植。これを買わないとバチがあたる」「初めて10点をつける気になったソフト」とPCエンジン版を大絶賛していた。
『月刊PCエンジン』では90・95・70・90・90の平均87点、『PC Engine FAN』の読者投票による「ゲーム通信簿」での評価は以下の通りとなっており、24.03点（満30点）となっている。また、この得点はPCエンジン全ソフトの中で40位（485本中、1993年時点）となっている。同雑誌1993年10月号特別付録の「PCエンジンオールカタログ'93」では「可愛らしい画面に反して難易度は高め」と難易度の関して否定的なコメントで紹介されている。
| 項目 | キャラクタ | 音楽 | 操作性 | 熱中度 | お買得度 | オリジナリティ | 総合  |
| 得点 | 4.62       | 3.96 | 3.86   | 4.06   | 3.78     | 3.75           | 24.03 |

## 関連書籍
- 冒険ゲームブックシリーズ『ワルキューレの伝説 舞い降りた女神』（双葉社）

1990年に双葉社より刊行された双葉文庫ゲームブックシリーズ。執筆：尾崎克之、イラスト：かんなたかし。PCエンジン冒険ゲームブックシリーズでもあるため、内容はPCエンジン版を基にした設定となり、ライバルキャラクターのブラックワルキューレなども登場する。執筆の尾崎克之は、双葉社ファンタジーノベルシリーズ『小説 ワルキューレの冒険 紡がれし時の彼方に』 に続くワルキューレ関連の著作となる。
- 完璧攻略シリーズ11『ワルキューレの伝説 必勝攻略法』（双葉社）

1990年に双葉社より刊行されたゲーム攻略本で、PCエンジン版の全ランウド完全マップを掲載のオーソドックスな内容。編著ファイティングスタジオ。
- キングC.G.V.シリーズ ワルキューレの伝説（キングレコード）

1991年にキングレコードより発売されたゲーム攻略ビデオ（VHS 40分 ステレオ HIFi）。内容はアーケード版を2人同時プレイでノーミスクリアしたものだが、レイアウトを3分割のマルチ画面構成や、クリア後のデモにはプロ声優によるナレーションをあてるなど、単なるプレイ映像では終わらない凝った演出が取り入れられている。